# Maria Chmurkowska

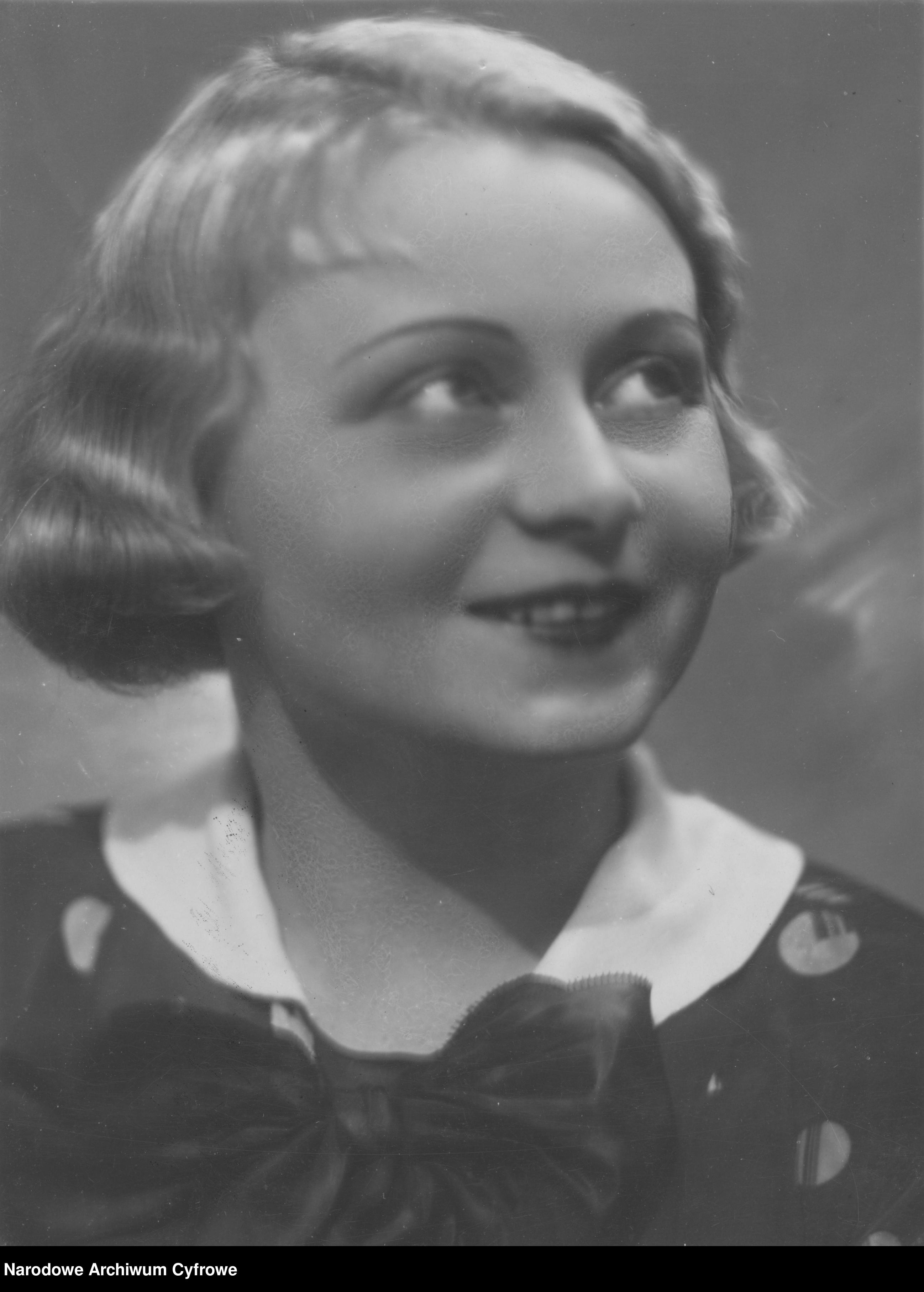
Maria Chmurkowska im Jahr 1935

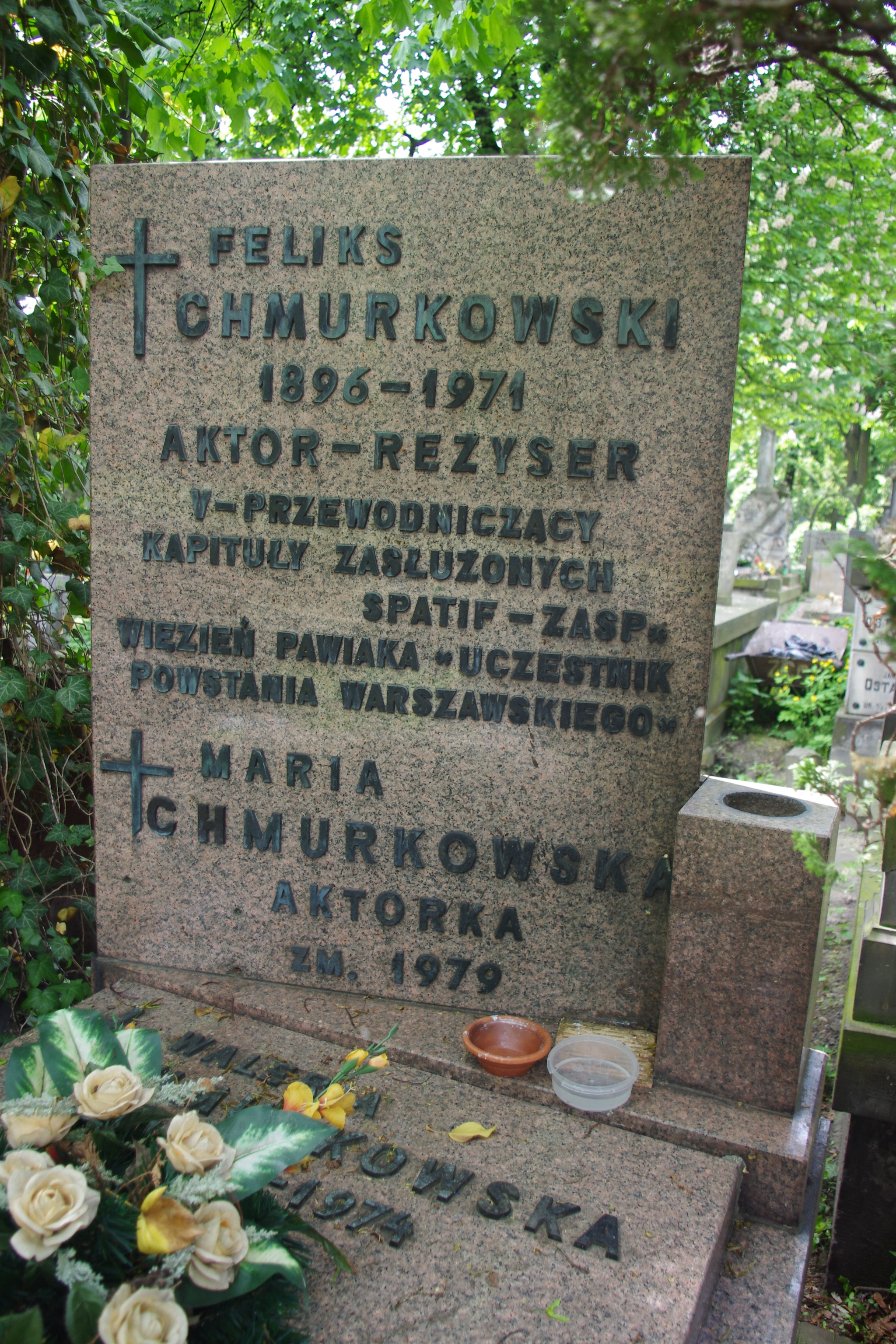
Das Grab der Schauspielerin auf dem Powązki-Friedhof in Warschau

Maria Chmurkowska (* 9. Januar 1901 in Warschau; † 9. Juni 1979 ebenda) war eine polnische Schauspielerin.

## Leben
Maria Chmurkowska wurde 1901 in Warschau geboren und ging auf das Tyminska-Gymnasium. Sie besuchte die Warschauer Schauspielschule und debütierte am 16. September 1918 im Warschauer Sommertheater in Ciotce Karola von Thomas Brandona. 1920 schloss sie ihre Ausbildung an der Schauspielschule ab und ging im Anschluss nach Vilnius, wo sie am Powszechny-Theater und am Polnischen Theater spielte.  Später spielte sie an Theatern in Lublin, Grodno, Łódź, Grudziądz und Posen, 1931 ging sie nach Warschau. Dort war an sie an keinem Theater fest angestellt, sondern trat in Gastspielen auf. Ab 1932 trat sie mehrfach als Bühnenkünstlerin auf, wo sie sich durch ihre langen Monologe einen Namen machte. Ab 1934 war Maria Chmurkowska auch als Filmschauspielerin tätig, unter anderem in Filmen von Michał Waszyński, Marian Czauski oder Romuald Gantkowski.
In der Zeit der Besatzung durch die Deutschen spielte Maria Chmurkowska in verschiedenen offenen Theatern, außerdem war sie konspirativ als Verbindungsoffizierin der Polnischen Heimatarmee tätig. Als der Warschauer Aufstand begann, arbeitete sie zunächst als Krankenschwester in einem Krankenhaus, floh dann aber mit Verwandten aus der umkämpften Stadt. Nach dem Ende des Zweiten Weltkriegs wirkte Chmurkowska vor allem als Bühnenschauspielerin in verschiedenen Theatern der Hauptstadt.
Maria Chmurkowska war bis zu dessen Tod mit Feliks Chmurkowski (1896–1971) verheiratet. Sie selbst starb 1979 in ihrer Geburtsstadt und wurde auf dem Powązki-Friedhof im Grab ihres Mannes beigesetzt.

## Filmografie
- 1934: Kocha, lubi, szanuje
- 1936: Seine große Liebe (Jego wielka miłość)
- 1936: Bolek i Lolek
- 1936: 30 karatów szczęścia
- 1937: Skłamałam
- 1938: Szczęśliwa trzynastka
- 1938: Dziewczyna szuka miłości
- 1939: Kłamstwo Krystyny
- 1964: Dwa żebra Adama
- 1966: Wojna domowa
- 1967: Ohrfeigen mit Musik (Mocne uderzenie)